# Főzelék
Főzelék [ˈføːzεleːk] ist ein aus Gemüse bestehendes ungarisches Hauptgericht.

## Zutaten und Varianten

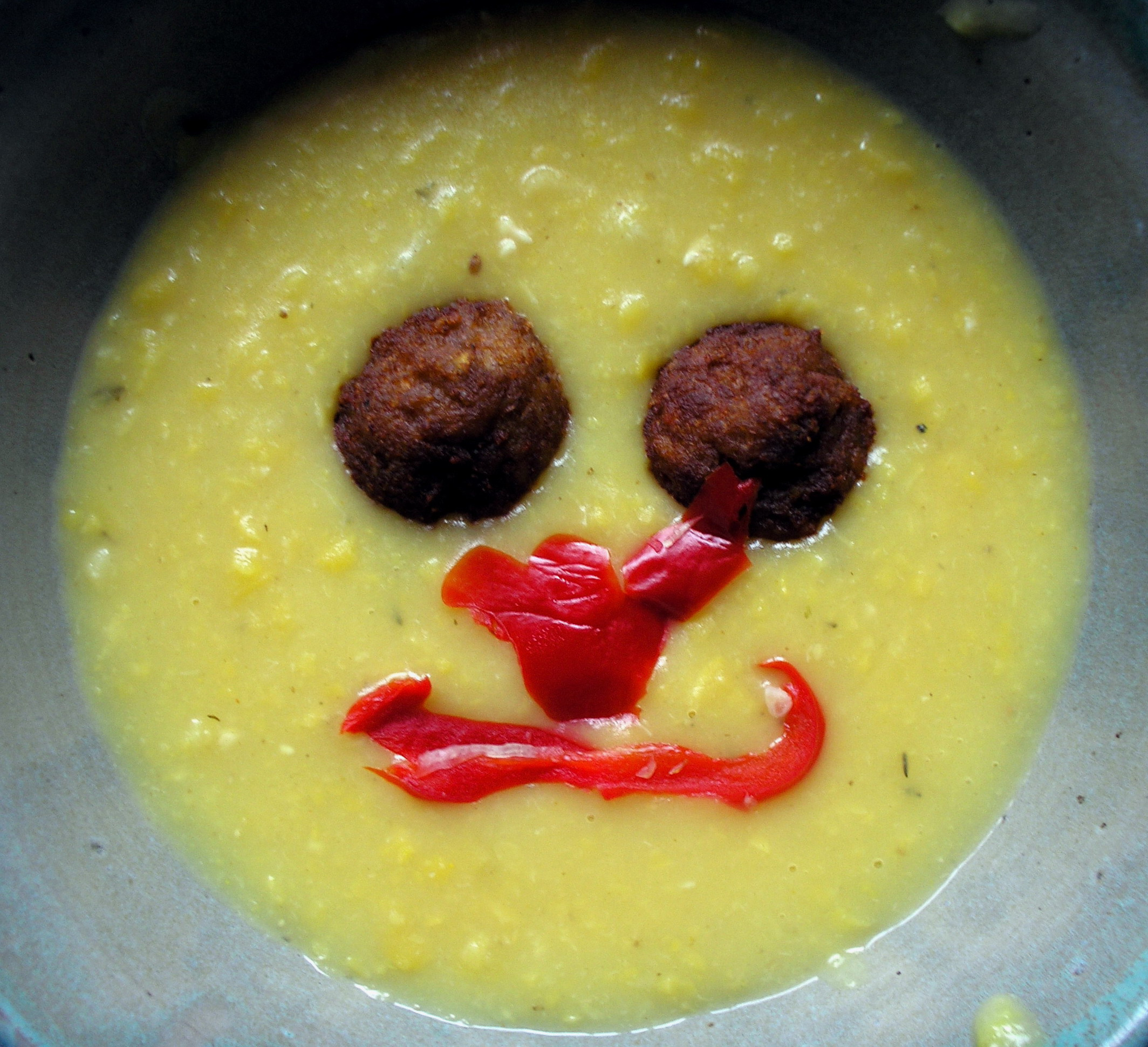
Főzelék, garniert mit zwei Fleischbällchen und roter Paprika

Das dem deutschen Eintopf ähnliche Gericht wird aus verschiedenen Gemüsesorten zubereitet, häufig aus Kürbis, Spinat, Bohnen, Erbsen, Wirsing, Kartoffeln seltener auch aus Brokkoli, Blumenkohl, Karotten oder Mais.
Gewöhnlich wird bei der Zubereitung das Gemüse in Salzwasser gekocht, der Sud eingedickt und schließlich mit Gewürzen verfeinert. 
Das Binden der Flüssigkeit erfolgt entweder mit einer einfachen Mehlschwitze (rántás) oder unter Zugabe von saurer oder süßer Sahne oder Milch (habarás).
Zu dem Gericht wird häufig Pörkölt, hartgekochtes Ei, Spiegelei, Armer Ritter (bundáskenyér – vor allem zu Spinat-Főzelék), rohe aufgeschnittene Zwiebel (zu Bohnen-Főzelék), leicht gebratene Zwiebel (z. B. zu Linsen-Főzelék) o. ä. serviert, wobei Főzelék stets das Hauptgericht ist.
Eingedickte Variante:
- Habarás: Mit saurer Sahne oder Joghurt angerührtes Mehl wird zu dem fast weich gekochten Gemüse hinzugeträufelt.
- Rántás: Das Mehl wird in Öl angebräunt.

Nicht eingedickte Variante:
Hierbei handelt es sich um Főzelék nach englischer, französischer oder polnischer Art.
Im Ofen gebraten:
Die Zutaten werden in ein hitzebeständiges Gefäß gefüllt, das Gemüse hineingeschnitten und im Ofen gegart. Weitere Soßen machen das Gericht noch gehaltvoller.

## Verschiedene Arten von Főzelék (Auswahl)
- Cukorborsó-főzelék (Zuckererbsen)
- Édeskáposzta-főzelék (Weißkohl)
- Kapros patisszon-főzelék (Patisson mit Dill)
- Kelkáposzta-főzelék (Wirsing)
- Krumpli-főzelék (Kartoffel)
- Lencse-főzelék (Linsen)
- Sárgaborsó-főzelék (Gelbe Erbsen)
- Sóska-főzelék (Sauerampfer)
- Spenót-főzelék (Spinat)
- Tök-főzelék (Kürbis)
- Zöldbab-főzelék (Bohnen)